# 亀田郵便局 (秋田県)
亀田郵便局（かめだゆうびんきょく）は、秋田県由利本荘市にある郵便局。
かつては郵便区番号「018-12」の配達を受け持つ集配郵便局であったが、現在は岩城郵便局に移管され無集配郵便局となっている。

## 概要
住所：〒018-1218 秋田県由利本荘市岩城亀田大町肴町4

## 沿革
- 1874年（明治7年）4月1日 - 亀田郵便取扱所として開局[1]。
- 1875年（明治8年）1月1日 - 五等郵便局の亀田郵便局となる[1]。
- 1881年（明治14年）7月 - 四等郵便局となる[1]。
- 1885年（明治18年）11月16日 - 貯金預所設置[2]。
- 1886年（明治19年）4月26日 - 三等郵便局となる[3]。
- 1890年（明治23年）8月1日 - 郵便為替事務開始、但し小為替振出事務は取り扱わず[4]。
- 1892年（明治25年）6月1日 - 小為替振出事務開始[5]。
- 1896年（明治29年）11月16日 - 小包郵便取扱開始[6]。
- 1899年（明治32年）4月1日 - 電信為替事務開始[7]。
- 1902年（明治35年）10月26日 - 三等郵便電信局とし、亀田郵便電信局に改称[8]。
- 1903年（明治36年）4月1日 - 通信官署官制の施行に伴い亀田郵便局（三等）となる[9]。
- 1920年（大正9年）7月30日 - 羽越北線（現羽越本線）道川-羽後亀田間開通に伴い鉄道郵便線路開通、その受渡局となる[10]。
- 1927年（昭和2年）10月16日 - 特設電話加入申請受理開始[11]。
- 1928年（昭和3年）5月26日 - 電話交換業務開始、併せて託送電報も取扱う[12]。
- 1976年（昭和51年）2月10日 - 電話交換業務廃止、本荘電報電話局に移管[13]。
- 1984年（昭和59年）2月1日 - 鉄道郵便受渡廃止[14]。
- 1986年（昭和61年）7月23日 - 風景入通信日附印使用開始[15]。
- 2007年（平成19年）3月5日 - 集配業務の全部を岩城郵便局に移管、無集配局となる。

## 周辺
- 岩城歴史民俗資料館
- 天鷺村
- 北都銀行本荘支店岩城亀田出張所